# Montaillé
Montaillé – miejscowość i gmina we Francji, w regionie Kraj Loary, w departamencie Sarthe.
Według danych na rok 1990 gminę zamieszkiwały 542 osoby, a gęstość zaludnienia wynosiła 18 osób/km² (wśród 1504 gmin Kraju Loary, Montaillé plasuje się na 822. miejscu pod względem liczby ludności, natomiast pod względem powierzchni na miejscu 288.).